# 에우제니오 몬탈레
에우제니오 몬탈레(이탈리아어: Eugenio Montale, 1896년 10월 12일 ~ 1981년 9월 12일)는 주세페 운가레티·콰시모도와 함께 이탈리아의 현대 3대 시인이라고 일컬어진다. 그는 제노바에서 태어나 처음엔 음악가가 되는 수업을 받았으나 22세에 문학 잡지 <프리모템포>지의 편집을 시작하면서 문학의 길을 택하게 되었다. 현대적 구조, 자유스런 리듬, 그리고 혁신적 언어의 조화와 융합을 위한 운동의 하나인 에르메티즘(Ermetism)의 주역이 되어 파시즘의 언론과 표현에 대한 자유의 제한에 저항했다. 50년이 넘는 저작활동 중에 《기회》(1939년), 《오징어 뼈》(1925년), 《폭풍과 기타》(1956년), 그리고 《71년과 72년의 일기》 등 몇 편을 출판했을 뿐이다. 1975년 노벨 문학상을 수상하였다.